# Paranthomyza nitida
Paranthomyza nitida är en tvåvingeart som beskrevs av Johann Wilhelm Meigen 1838. Paranthomyza nitida ingår i släktet Paranthomyza och familjen sumpflugor. Arten är reproducerande i Sverige. Inga underarter finns listade i Catalogue of Life.